# Marko Kreft
Marko Kreft, slovenski biolog, fiziolog, * 10. julij 1970, Ljubljana.

## Življenje in delo
Rodil se je v Ljubljani. Po osnovni šoli in zaključeni Gimnaziji Bežigrad v Ljubljani se je 1990 vpisal na študij biologije na Biotehniški fakulteti, kjer je leta 1995 diplomiral in 1999 doktoriral na ljubljanski Medicinski fakulteti, kjer je bil zaposlen do leta 2011. Takrat je sprejel mesto izrednega profesorja na Biotehniški fakulteti [1]. Leta 2012 je bil izvoljen v naziv redni profesor za fiziologijo živali. Od leta 2016 do 2021 je bil namestnik prodekana za biologijo Biotehniške fakultete, Univerze v Ljubljani, od leta 2021 pa prodekan. Je nosilec univerzitetnih predmetov nevrofiziologija, fiziologija človeka, funkcionalna biologija celice, prehranska fiziologija, zoofiziologija. Do leta 2021 je koordiniral znanstveno področje Biologija na doktorskem študiju Bioznanosti. Je avtor številnih znanstvenih del. Marko Kreft navaja (od leta 1997) v svoji bibliografiji preko 150 pomembnih znanstvenih del, ki so napisana v svetovnih jezikih in objavljena v vodilnih mednarodnih revijah. Je glavni in odgovorni urednik mednarodne znanstvene revije Image Analysis & Stereology. Bil je mentor enajstim sodelavcem pri pripravi doktorskih disertacij.
Njegov oče je genetik in agronom, akademik Ivan Kreft, brat pa farmacevt Samo.

## V medijih
- Štefan Kutoš: Podobe znanja. Fiziologija. RTV SLO Ars, 2. junij 2017. http://ars.rtvslo.si/2017/05/podobe-znanja-prof-dr-marko-kreft-fiziologija Arhivirano 2017-11-07 na Wayback Machine.